# Baltacı (Kastamonu)
Pour les articles homonymes, voir Baltacı.
Baltacı est un village du district de Kastamonu, situé dans la province de Kastamonu, en Turquie.